# 小林将之
小林 将之（こばやし まさゆき、1966年7月10日 - ）は、日本の実業家。大鵬薬品工業代表取締役社長、大塚ホールディングス取締役。

## 人物・経歴
1989年学習院大学法学部卒業、大和銀行入行。1993年大鵬薬品工業入社。2002年大鵬薬品工業国際業務部長兼大鵬ファーマU.S.A.取締役社長。2003年大鵬薬品工業取締役に昇格。2010年大鵬薬品工業取締役研究開発本部副本部長。同年大塚アメリカ取締役社長兼CEO。2011年から大鵬薬品工業代表取締役社長。2014年大鵬オンコロジ取締役会長。2017年大塚ホールディングス取締役。

## 主な受賞歴
- 2019年 第1回日本オープンイノベーション大賞 選考委員会特別賞